# تشارلز أوسغود
تشارلز أوسغود (بالإنجليزية: Charles Osgood)‏ هو مذيع أخبار وصحفي أمريكي، ولد في 8 يناير 1933 في نيويورك في الولايات المتحدة.

## وصلات خارجية
- تشارلز أوسغود على موقع IMDb (الإنجليزية)
- تشارلز أوسغود على موقع ميوزك برينز (الإنجليزية)
- تشارلز أوسغود على موقع إن إن دي بي (الإنجليزية)
- تشارلز أوسغود على موقع قاعدة بيانات الفيلم (الإنجليزية)